# Romanie Pollet
Romanie Charlotte Debruyne-Pollet (Gistel, 21 december 1898 - Ganshoren, 17 oktober 2009) was 21 maanden lang, sinds het overlijden van de 109-jarige Marcelle Droogmans op 14 januari 2008, de oudste mens van België. Ze was anno 2009 de op drie na oudste Belg ooit en overleed uiteindelijk op de leeftijd van 110 jaar en 300 dagen.

## Leven
Van beroep was ze couturière met eigen winkels in Oostende en Brussel. Ze trouwde op 27 augustus 1927 met Arthur Constant Debruyne (Wulpen, 30 augustus 1905 - 1989), met wie ze een dochter had die op het einde van de 20e eeuw overleed. Van 1996 tot haar dood verbleef ze in het rusthuis Résidence Granvelle te Ganshoren.